# Петерсен, Пет
Пет Петерсен (нидерл. Peet Petersen; 18 марта 1941, Амстердам — 27 декабря 1980, Амстердам) — нидерландский футболист, играл на позиции нападающего и левого полузащитника. Выступал за команды «Аякс» и НАК. В составе сборной Нидерландов провёл четыре игры и забил один гол. Умер от рака в возрасте 39 лет.

## Биография

### Клубная карьера

#### «Аякс»
Пет Петерсен начал свою футбольную карьеру в юношеском составе клуба «Де Волевейккерс», который находился на севере Амстердама. В 1960 году Пет подписал контракт с амстердамским «Аяксом». Дебют Петерсена в «Аяксе» состоялся 17 августа 1960 года в матче Кубка Нидерландов против клуба «Зейст», завершившемся крупной победой амстердамцев со счётом 2:8.  Основным игроком клуба Пет стал лишь в сезоне 1962/1963, выступая в чемпионате Нидерландов на позиции левого полузащитника Петерсен сыграл 23 матча и забил 5 мячей.
В 1965 году Петерсену пришлось покинуть клуб, так как вновь пришедший на пост главного тренера Ринус Михелс решил поменять тактическую схему клуба на 4-2-4 и отдать место левого полузащитника, на котором выступал Пет, Питу Кейзеру. За пять сезонов в «Аяксе» Пет сыграл 88 матчей и забил 18 мячей.

#### НАК
Покинув «Аякс» Пет перешёл в клуб НАК из города Бреда. Его одноклубник Карел Вестерс также перешёл в этот клуб. В составе НАК’а Пет провёл один сезон, после которого завершил свою футбольную карьеру в возрасте 25 лет.

### Карьера в сборной
За национальную сборную Нидерландов Петерсен отыграл четыре матча, в которых забил один гол. Впервые в состав сборной Петерсен был приглашён в конце марта 1962 года. Тогдашний главный тренер сборной Элек Шварц вызвал на сбор перед товарищеским матчем с бельгийцами сразу двоих новичков, голкипера Пита Лагарде и полузащитника Петерсена. Оба игрока дебютировали 1 апреля в матче против сборной Бельгии, завершившемся гостевым поражением нидерландцев со счётом 3:1. После этой игры Пет довольно долго не получал вызов в национальную команду, однако в начале сентября он был вызван в молодёжную сборную Нидерландов.
В конце апреля 1963 года Пет вновь получил вызов в сборную на товарищескую игру против действующих чемпионов мира сборной Бразилии. За матчем, который состоялся 2 мая на Олимпийском стадионе в Амстердаме, наблюдало около 50 тысяч зрителей. Несмотря на то, что в составе сборной Бразилии выступали такие звёзды как Пеле и Пепе, им не удалось отличиться в этом матче, исход которого решился лишь на исходе основного времени. На 89-й минуте гол Петерсена принёс сенсационную победу сборной Нидерландов со счётом 1:0.

## Статистика

### Матчи Петерсена за сборную Нидерландов
| Матчи Петерсена за сборную Нидерландов | Матчи Петерсена за сборную Нидерландов | Матчи Петерсена за сборную Нидерландов | Матчи Петерсена за сборную Нидерландов | Матчи Петерсена за сборную Нидерландов | Матчи Петерсена за сборную Нидерландов |
| -------------------------------------- | -------------------------------------- | -------------------------------------- | -------------------------------------- | -------------------------------------- | -------------------------------------- |
| №                                      | Дата                                   | Соперник                               | Счёт                                   | Голы Петерсена                         | Соревнование                           |
| 1                                      | 1 апреля 1962                          | Бельгия                                | 1:3                                    | —                                      | Товарищеский матч                      |
| 2                                      | 2 мая 1963                             | Бразилия                               | 1:0                                    | 1                                      | Товарищеский матч                      |
| 3                                      | 20 октября 1963                        | Бельгия                                | 1:1                                    | —                                      | Товарищеский матч                      |
| 4                                      | 30 октября 1963                        | Люксембург                             | 1:2                                    | —                                      | Чемпионат Европы 1964 (отбор)          |

Итого: 4 матча / 1 гол; 1 победа, 1 ничья, 2 поражения.

### Личная жизнь
В повседневной жизни Петерсен был учителем физической культуры. В 1963 году Пет вместе с актёром Кесом Брюссе снялся в фильме «Люди завтрашнего дня», где молодые люди рассказывают о своей жизни и о своих мечтах.